# Eupterote suffusa
Eupterote suffusa är en fjärilsart som beskrevs av Moore 1884. Eupterote suffusa ingår i släktet Eupterote och familjen Eupterotidae. Inga underarter finns listade i Catalogue of Life.